# 大分市立野津原中学校
大分市立野津原中学校（おおいたしりつ のつはるちゅうがっこう）は、大分県大分市大字野津原にある市立中学校。

## 概要
大分市南西部に位置する。1994年（平成6年）、今市中学校を統合して、大分郡野津原町（現・大分市）の唯一の中学校となった。旧町内の小学校4校を合わせた広大な通学区を有するが、全校生徒82名（2008年度）の小規模校である。
校地の北側を七瀬川が流れ、その支流が校地を取り巻くように東から南へ回り込んでいる。校地の西側には国道442号が走っている。

## 沿革
- 1994年（平成6年）4月1日 - 野津原町立今市中学校を統合。
- 2005年（平成17年）1月1日 - 野津原町の大分市への編入合併に伴い、野津原町立野津原中学校から大分市立野津原中学校に改称。

## 通学区域
- 大分市立野津原小学校通学区

以下の区域が含まれる。
- 旧大分市立野津原東部小学校通学区

廻栖野の一部、入蔵の一部、野津原、福宗の一部、辻原の一部
- 旧大分市立野津原中部小学校通学区

入蔵の一部、福宗の一部、辻原の一部、竹矢、下原の一部、太田、沢田
- 旧大分市立野津原西部小学校通学区

下原の一部、上詰
- 旧大分市立今市小学校通学区

高原、荷尾杵、今市

## 交通
- バス：大分バス野津原中学校前停留所下車